# Ma mare en temps de guerra
Ma mare en temps de guerra (títol original en anglès, My Mother and Other Strangers) és una sèrie de televisió dramàtica britànica del 2016, escrita per Barry Devlin, realitzada per BBC Northern Ireland amb finançament de Northern Ireland Screen. La història està ambientada en un petit poble d'Irlanda del Nord l'any 1943, durant la Segona Guerra Mundial. La sèrie és dirigida per Adrian Shergold. S'ha doblat al valencià per a À Punt, que va estrenar-la el 6 de gener de 2024.
El maig de 2015 BBC One va anunciar la posada en marxa de la primera temporada de cinc episodis de 60 minuts. La sèrie va començar a emetre's a la cadena PBS als Estats Units el juny de 2017, com a part de la sèrie d'antologia Masterpiece.